# Хадем, Садаф
Садаф Хадем (родилась 23 января 1995 года в Тегеране) — женщина-боксёр из Ирана. Она провела свой первый международный бой 13 апреля 2019 года в Руайане, Франция, где победила Анну Шовен из Франции. Хадем стала первой женщиной-боксёром, участвовавшей в официальном боксёрском поединке после Иранской революции, и первой иранкой, выигравшей официальный матч. Этот матч особенно важен, так как женский бокс запрещен в стране после Иранской революции.
Ожидалось, что Хадем и её тренер Махьяр Моншипур вернутся в Тегеран после поединка. Однако она отказалась вернуться в страну после выдачи ордера на арест за нарушение правил ношения одежды для женщин Ирана.